# 다카스촌 (시즈오카현)
다카스촌(일본어: 高洲村)은 일본 시즈오카현의 동부, 시다군에 속했던 촌이다. 현재의 후지에다시 남부에 해당한다.

## 역사
- 1889년 4월 1일 - 정촌제 시행에 의해 시다군 다카스촌이 성립하였다.
- 1954년 3월 31일 - 오지마정, 후지에다정,, 이나바촌, 오스촌, 하나시촌과 합병해, 후지에다시가 성립하여, 동일 다카스촌은 폐지되었다.

## 참고 문헌
- 角川日本地名大辞典編纂委員会,『角川日本地名大辞典 22 静岡県』, 角川書店, 1978年, ISBN 4040012208